# Aguaclara Airport
Aguaclara Airport är en flygplats i Colombia.   Den ligger i departementet Casanare, i den centrala delen av landet, 120 km öster om huvudstaden Bogotá. Aguaclara Airport ligger 323 meter över havet.
Terrängen runt Aguaclara Airport är platt åt sydost, men åt nordväst är den kuperad. Runt Aguaclara Airport är det glesbefolkat, med 14 invånare per kvadratkilometer. Närmaste större samhälle är Monterrey, 17,2 km nordost om Aguaclara Airport. Omgivningarna runt Aguaclara Airport är huvudsakligen savann.